# 丁酸铀酰
丁酸铀酰是一种配位化合物，化学式为UO2(C3H7COO)2，存在无水物和二水合物。它可以形成配离子[UO2(C3H7COO)3]−。

## 制备
丁酸铀酰可由三氧化铀、丁酸在水中反应得到，从溶液中可以结晶出二水合物。